# Дьявол не любит ждать
«Дьявол не любит ждать» (англ. Devil May Care) — роман Себастьяна Фолкса о Джеймсе Бонде под псевдонимом писателя Яна Флеминга. Посвящается 100-летию Яна Ланкастера Флеминга. В книгу также включены биографии Фолкса и Флеминга. 

## Сюжет
Действие 36-го официального романа об агенте 007 (если не считать «книг по фильмам» и романов о юном Бонде) происходит в 60-е годы, через полтора года после «Человека с золотым пистолетом» Флеминга. Таким образом, хронология книги предшествует «Полковнику Суну» Кингсли Эмиса и, естественно, книгам Гарднера и Бенсона.
Новый роман о приключениях Джеймса Бонда.
Зверское убийство в бедном иммигрантском пригороде Парижа становится первым звеном в цепи событий, которые могут привести ни много ни мало к глобальной катастрофе. Эти события разворачиваются на фоне всплеска торговли смертельно опасными наркотиками, из-за чего Британия 60-х, кажется, вот-вот погрузится в наркотический дурман, в забытье, из которого нет возврата. В это же время британский авиалайнер пропадает где-то над Ираком, и над всем Ближним Востоком раздаются удары грома…
Союзницей Бонда становится шикарная красавица парижанка по имени Скарлетт Папава. Бонду понадобится её помощь в борьбе не на жизнь, а на смерть с самым опасным в его карьере противником — человеком, превратившим свою жизнь в танец с самим дьяволом.
Бонд вернулся. И мало не покажется никому!

## Персонажи
- Джеймс Бонд / Агент 007 — главный герой
- М — начальник Джеймса Бонда
- Скарлет Папава — девушка Бонда
- Доктор Джулиус Горнер — главный злодей
- Шагрен / Фам Син Куок — второстепенный злодей
- Феликс Лайтер — друг Бонда
- Рене Матис — друг Бонда
- Дариус Ализаде — союзник Бонда

## Интересные факты
- Книга посвящена памяти Яна Флеминга и была опубликована во многих странах, в том числе и в России, в день его столетнего юбилея, 28 мая 2008 года. На обложке написано: «Sebastian Faulks writing as Ian Fleming», что означает: «Себастьян Фолкс. Под псевдонимом Ян Флеминг»[1].
- По словам самого Фолкса, эта книга была разовым проектом, приуроченным к юбилею Создателя, и дальнейших книг о Бонде он писать не намерен.
- Это первая книга о Бонде, к которой была написана одноимённая песня, как в случае с фильмами. На официальном сайте книги, до её выхода, было размещено для голосования 5 песен-кандидатов, написанных в разных стилях и исполненных малоизвестными артистами. В итоге посетители сайта выбрали песню в стиле рок в исполнении группы SAL.
- Странно, но книга официально позиционировалась как первый роман о Бонде, написанный после Флеминга — все рекламные материалы умалчивали о существовании 1 романа Эмиса, 14 — Гарднера и 6 — Бенсона.
- В одной из сцен Бонд и Ализаде посещают развлекательное заведение под названием «Paradice». При этом у Бонда возникает смутное воспоминание из его юности. Возможно, это отсылка к книге Чарли Хигсона «Двойная ставка или смерть», где 15-летний Джеймс побывал в подпольном игровом клубе с таким же названием, но в Лондоне.
- Название никак не обыгрывается в самой книге.

## Награды
- 2009 British Book Awards Популярная писательская награда за книгу «Дьявол не любит ждать» (Себастьян Фолкс).

## Связь с кино
Любимое место Яна Флеминга — Голденай (Золотой глаз) описывается в биографии Флеминга. Золотой глаз — название семнадцатого фильма с Пирсом Броснаном в роли Джеймса Бонда.
Одновременно с выходом книги вышел фильм Квант милосердия, перенявший у книги Фолкса пару сцен (Погоня подручных за Бондом и прыжок из самолёта Бонда с девушкой), а также главных героев (Джеймс Бонд, М, Феликс Ляйтер, Билл Таннер, Рене Матис и его любовница, а также упоминание о Ле Шиффре).

## Продолжение
Объявлено название нового романа о Джеймсе Бонде. Книга будет называться «Карт-бланш». Автор — Джеффри Дивер. Часть действий будет происходить в Арабских Эмиратах. Известно, что агент 007 вновь сядет за руль «Бентли». Книга вышла 26 мая 2011 года.